# Lista światowego dziedzictwa UNESCO w Tajlandii
Lista światowego dziedzictwa UNESCO w Tajlandii – lista miejsc w Tajlandii wpisanych na listę światowego dziedzictwa UNESCO, ustanowionej na mocy Konwencji w sprawie ochrony światowego dziedzictwa kulturowego i naturalnego, przyjętej przez UNESCO na 17. sesji w Paryżu 16 listopada 1972 i ratyfikowanej przez Tajlandię 17 września 1987 roku.
Obecnie (stan w 2023 roku) na liście znajduje się siedem obiektów: cztery dziedzictwa kulturowego i trzy o charakterze przyrodniczym.
Na tajlandzkiej liście informacyjnej UNESCO – liście obiektów, które Tajlandia zamierza rozpatrzyć do zgłoszenia do wpisu na listę światowego dziedzictwa, znajduje się 5 obiektów (stan w roku 2023).

## Obiekty na liście światowego dziedzictwa UNESCO
Poniższa tabela przedstawia tajlandzkie obiekty na liście światowego dziedzictwa UNESCO:
Nr ref. – numer referencyjny UNESCO;
Obiekt – polskie tłumaczenie nazwy wpisu na liście wraz z jej angielskim oryginałem;
Położenie – miasto, muhafaza; współrzędne geograficzne;
Typ – klasyfikacja według Komitetu Światowego Dziedzictwa:
- kulturowe (K),
- przyrodnicze (P),
- kulturowo–przyrodnicze (K,P);

Rok wpisu – rok wpisu na listę;
Opis – krótki opis obiektu wraz z informacjami o jego zagrożeniu.
| Nr ref. | Obiekt | Zdjęcie | Położenie | Typ            | Rok  | Opis |
| ------- | --- | ------- | --- | -------------- | ---- | --- |
| 574     | Sukhothai i związane z nim zespoły zabytkowe Historic Town of Sukhothai and Associated Historic Towns                      |         | Sukhothai Kamphaeng Phet 17°01′16″N 99°42′13″E/17,021111 99,703611                                               | K (i)(iii)     | 1991 | Sukhothai – pierwsza stolica Syjamu w XIII–XIV w. Miasto z wieloma zabytkami architektury tajskiej w tzw. „stylu Sukhothai”. Wpis obejmuje również dwa miasta satelickie Sukhothai: Si Satchanalai i Kamphaeng Phet. |
| 575     | Stanowisko archeologiczne Ban Chiang Ban Chiang Archaeological Site                                                        |         | Udon Thani 17°32′55,0″N 103°21′30,0″E/17,548611 103,358333                                                       | K (iii)        | 1992 | Stanowisko archeologiczne, uznawane za najważniejsze stanowisko prehistoryczne (z epoki brązu 1495–900 p.n.e.) w Azji Południowo-Wschodniej, najwcześniejsze świadectwo uprawy ziemi w regionie oraz produkcji i stosowania metali. |
| 576     | Historyczne miasto Ayutthaya Historic City of Ayutthaya                                                                    |         | Ayutthaya 14°21′00″N 100°35′00″E/14,350000 100,583333                                                            | K (iii)        | 1991 | Ayutthaya – założone w 1350 roku, druga stolica Syjamu, zniszczone przez Birmańczyków w XVIII w. Do dziś zachowały się świątynie typu prang oraz klasztory. |
| 590     | Kompleks leśny Dong Phayayen-Khao Yai Dong Phayayen-Khao Yai Forest Complex                                                |         | Saraburi Nakhon Ratchasima Nakhon Nayok Prachinburi Sa Kaeo Buri Ram 14°20′00″N 102°03′00″E/14,333333 102,050000 | P (x)          | 2005 | Kompleks leśny Dong Phayayen-Khao Yai między Parkiem Narodowym Ta Phraya na granicy z Kambodżą na wschodzie i Parkiem Narodowym Khao Yai na zachodzie. Obejmuje obszar górzysty o wzniesieniach do 1351 m. W części południowej znajdują się liczne wodospady i przełęcze. Na terenie kompleksu występuje ponad 800 gatunków fauny (w tym 112 gatunków ssaków, m.in. 2 gatunki gibonów, 392 gatunki ptaków, 200 gadów i płazów), z czego 19 to gatunki zagrożone, czterem grozi wyginięcie. |
| 591     | Rezerwat dzikiej przyrody Thung Yai-Huai Kha Kheng Thungyai-Huai Kha Khaeng Wildlife Sanctuaries                           |         | Kanchanaburi Tak Uthai Thani 15°25′05,0″N 99°13′57,0″E/15,418056 99,232500                                       | P (vii)(ix)(x) | 1991 | Rezerwaty przyrody wzdłuż granicy z Mjanma obejmujące lasy w większości w stanie dziewiczym. |
| 1461    | Kompleks leśny Kaeng Krachan Kaeng Krachan Forest Complex (KKFC)                                                           |         | Ratchaburi Phetchaburi Prachuap Khiri Khan 12°51′56,4″N 99°24′00,0″E/12,865667 99,400000                         | P (x)          | 2021 | Kompleks obejmuje trzy obszary chronione: rezerwat Mae Nam Phachi, Park Narodowy Kaeng Krachan oraz Park Narodowy Kui Buri. Występuje tu wiele gatunków endemicznych, np. Magnolia mediocris czy Magnolia gustavii oraz gatunków zagrożonych, m.in. krokodyl syjamski (krytycznie zagrożony), banteng azjatycki, słoń indyjski, tygrys azjatycki, cyjon, żółw brunatny, a także gatunków narażonych, m.in. niedźwiedź himalajski, tapir czaprakowy, serau białogrzywy i makak niedźwiedzi.  |
| 1662    | Starożytne miasto Si Thep i powiązane pomniki Dwarawati The Ancient Town of Si Thep and its Associated Dvaravati Monuments |         | Phetchabun 15°27′58″N 101°09′02″E/15,466111 101,150556                                                           | K (ii)(iii)    | 2023 | Najważniejsze miasto Dwarawati. |
| 1507    | Phu Phrabat, świadectwo kamiennej tradycji Sīma z okresu Dwarawati                                                         |         | Udon Thani | K (iii)(v)     | 2024 | [ 11 ] |

## Obiekty na tajlandzkiej Liście Informacyjnej UNESCO
Poniższa tabela przedstawia obiekty na tajlandzkiej Liście Informacyjnej UNESCO:
Nr ref. – numer referencyjny UNESCO;
Obiekt – polskie nazwa obiektu wraz z jej angielskim oryginałem na jemeńskiej Liście Informacyjnej;
Położenie – miasto, muhafaza; współrzędne geograficzne;
Typ – klasyfikacja według zgłoszenia:
- kulturowe (K),
- przyrodnicze (P),
- kulturowo–przyrodnicze (K,P);

Rok wpisu – rok wpisu na Listę Informacyjną;
Opis – krótki opis obiektu wraz z informacjami o jego zagrożeniu.
| Nr ref. | Obiekt | Zdjęcie | Położenie                                                     | Typ                 | Rok  | Opis |
| ------- | --- | ------- | ------------------------------------------------------------- | ------------------- | ---- | --- |
| 1920    | Park historyczny Phu Phra Bat Phuphrabat Historical Park                                                         |         | Udon Thani 17°42′00″N 102°22′00″E/17,700000 102,366667        | K (ii)(iii)(iv)(vi) | 2004 | Na terenie parku znajduje się 68 miejsc o znaczeniu kulturowym, przede prehistorycznych malowideł naskalnych oraz stylizowanych symboli religijnych w formie reliefów – jednych z pierwszych świadectw kultury Khmerów i Lan Xang. Znajdują się tu również dwa symboliczne odciski stóp Buddy.                                    |
| 5752    | Wat Phra Mahathat Wat Phra Mahathat Woramahawihan, Nakhon Si Thammarat                                           |         | Nakhon Si Thammarat 8°24′41″N 99°58′00″E/8,411389 99,966667   | K (i)(ii)(vi)       | 2012 | Kompleks świątynny buddystów z zabudowaniami wzniesionymi od XIII do XVIII w. |
| 6003    | Pomniki i krajobraz kulturowy Chiang Mai Monuments, Sites and Cultural Landscape of Chiang Mai, Capital of Lanna |         | Chiang Mai 18°47′43″N 98°59′55″E/18,795278 98,998611          | K (i)(ii)(iii)(vi)  | 2015 | Wpis obejmuje m.in. Park Narodowy Doi Suthep-Pui, XV-wieczną świątynię Wat Pra That Doi Suthep, mury obronne Chiang Mai, liczne średniowieczne świątynie. |
| 6183    | Wat Phra That Phanom Phra That Phanom, its related historic buildings and associated landscape                   |         | Nakhon Phanom 16°56′36,2″N 104°43′33,6″E/16,943400 104,725997 | K (i)(ii)(vi)       | 2017 | Stupa, której najstarsze mury datowane są na ok. 7–8 rok n.e. Przechowywane są tu relikwie kości Buddy. |
| 6401    | Phanom Rung Ensemble of Phanom Rung, Muang Tam and Plai Bat Sanctuaries                                          |         | Buri Ram 14°31′55,0″N 102°56′25,0″E/14,531944 102,940272      | K (iii)(iv)(v)      | 2019 | Sanktuarium Phanom Rung z X–XIII w. poświęcone Śiwie. |
| 6756    | Songkhla i powiązana z nią laguna                                                                                |         | Songkhla 7°39′01,4″N 100°21′57,1″E/7,650400 100,365860        | K (ii)(iv)(v)       | 2024 | Naturalna laguna brachiczna o dużym znaczeniu kulturowym i ekologicznym, jedyna taka w kraju. Pomimo nazwy nie jest jeziorem ze względu na swój geomorfologiczny charakter. Położona na Półwyspie Malajskim na południu Tajlandii, składa się z trzech łączących się zbiorników wodnych rozciągających się z północy na południe. |